# 西ベンガル州
西ベンガル州/ウェストベンガル州（にしベンガルしゅう/ウェストベンガルしゅう、ベンガル語: পশ্চিম বঙ্গ（Pôščim Bôngô）、英語: West Bengal）は、インド東部の州。面積8万8752km2、人口1億255万人（2023年推計）。
面積ではインドの州で13位、人口では4位に位置する州で、世界で8番目に人口の多い地方行政区画でもある。インド亜大陸のベンガル地方に位置し、東でバングラデシュと、北でネパールおよびブータンと隣接する。インドのジャールカンド州、オディシャ州、ビハール州、シッキム州、アッサム州とも隣接している。
州都はインド第7の都市であるコルカタ。州内にはダージリン・ヒマラヤ丘陵地域、ガンジス川デルタ、ラール地方、シュンドルボン、ベンガル湾などがある。住民は主にベンガル人で、ベンガーリー・ヒンドゥー人とともにマジョリティを構成する。
州内総生産はインドの州で第6位となる17兆1900億インド・ルピー（2023年 - 24年、以下ルピー）、州民ひとりあたりの州内総生産は同20位の12万1267ルピー（2020年 - 21年）である。近年急速に発展してはいるが、用地買収の難しさやインフラの貧弱さ、非効率な行政などから外国直接投資の呼び込みに苦労してきた。人間開発指数はインドの州で26位で、全国平均を下回っている。州政府の債務は6兆4700億ルピーで、これは州内総生産の37.67%にあたるが、2010 - 11年の40.65%に比べれば下落した。3つの世界遺産があり、観光客数はインドの州で3番目に多い。

## 歴史
古代には諸王朝が興亡を繰り返し、仏教とヒンドゥー教の各勢力が覇権をめぐり争った。いくつかの大規模なジャナパダ（国家）の存在がわかっており、そのうち最も古いものはヴェーダ時代（紀元前1500年から前500年ごろ）にさかのぼるとされる。その後、ヴァンガ王国やマウリヤ朝、グプタ朝も現在の西ベンガル州を版図とした。ガウルの城塞は、ガウル王国やパーラ朝、セーナ朝の首都として機能した。アッバース朝との交易によってイスラームがもたらされたが、ベンガル地方全体にイスラーム信仰が行き渡るのはムハンマド・バフティヤール・ハルジーのゴール朝による征服とデリー・スルタン朝の支配を契機とした。ベンガル・スルターン朝は主要な交易路を抑えていたため、ヨーロッパ人によって「最もゆたかな交易国家」としばしば称されたが、1576年にムガル帝国に吸収された。ヒンドゥー教徒の土豪が支配した地方もあったが、それらも一部は短期間スール朝に制圧された。1700年代はじめにアウラングゼーブが死去して以降はベンガル太守のもと、ムガル帝国から半独立状態となり、第一次産業革命のきざしが見えはじめたが、ブクサールの戦い後の1764年にイギリス東インド会社によってベンガル管区が置かれた。1772年から1911年まで、カルカッタには英領東インド会社の本拠地が置かれ、インド帝国成立後はその首都となった。首都がデリーに移転して以降も、1947年の独立までベンガル州の州都であり続けた。
植民地期にはインド独立運動の温床で、かつインドの芸術・知的活動の中心地ともなった。1947年、打ち続く宗派間の抗争をうけて、ベンガル州の上下両院はベンガル分割を決議し、ヒンドゥー教徒主体の西ベンガルはインドの一州に、ムスリム主体の東ベンガルはパキスタン（のちバングラデシュ）の一州となった。独立後は数十年間にわたって東ベンガルからのヒンドゥー教徒避難民が州内にあふれ、州の地勢や政治に大きな影響を与えた。早くからイギリスの支配を受けたことによって西洋教育が発展し、科学や教育、社会改革などの分野で「ベンガル・ルネサンス」と呼ばれるような動きに結実した。
今日では多様な民族や宗教を背景に、西ベンガル州からグルカランドの分立・独立を求めるネパール系グルカ族のような動きもある。

## 地理

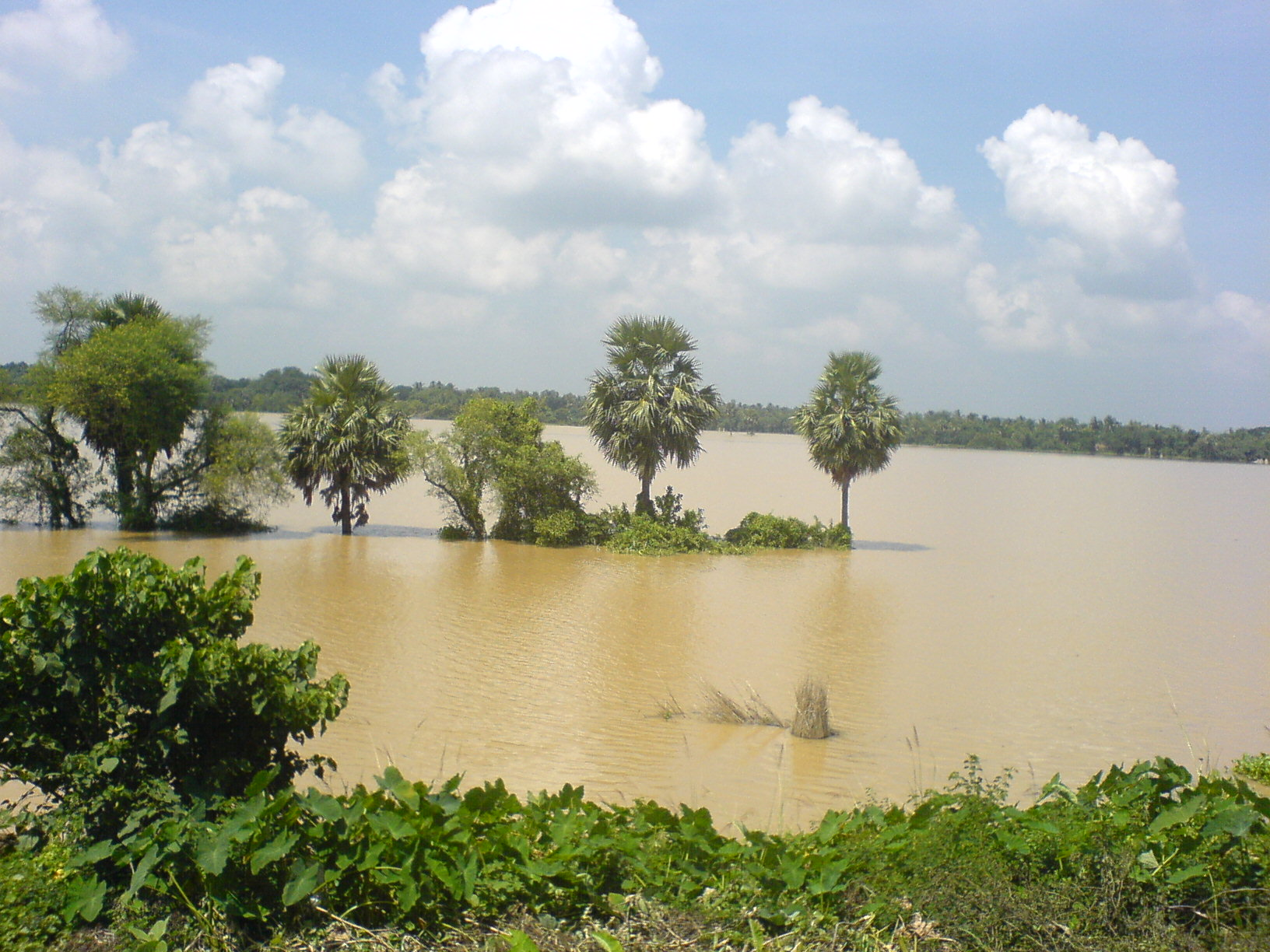
洪水の様子

南はベンガル湾に面する。南西から時計回りに、オリッサ州、ビハール州、ジャールカンド州、ネパール、シッキム州、ブータン、アッサム州、バングラデシュと接する。
バングラデシュを挟んでインド北東部のアッサム地方とインド亜大陸を結ぶ位置にある。北はネパールとブータンに挟まれたヒマラヤ山脈から南はベンガル湾に至る。ガンジス川流域の大部分に相当する。
気候は北の亜熱帯から南の熱帯サバンナに及ぶ。ベンガル湾で発達したモンスーンが大量の降雨をもたらす。ダージリンでは年間2,500mmに達する。

## 主要都市
- コルカタ：州都（旧カルカッタ）
- ダージリン：ダージリン・ティーの産地として知られる
- ハウラー（Howrah：フグリー河を挟んでコルカタの西側に隣接）

## 隣接州
- オリッサ州
- ジャールカンド州
- ビハール州
- コシ州
- シッキム州
- サムツェ県
- チュカ県
- ダガナ県
- アッサム州
- ロンプール管区
- ラジシャヒ管区
- クルナ管区

## 地方行政区分
- バーンクラー県（英語版） (Bankura District)
- バルッダマーン県（英語版） (Bardhaman District)
- ビールブーム県（英語版） (Birbhum District)
- クーチ・ビハール県 (Cooch Behar District)
- ダージリン県（英語版） (Darjeeling District)
- 東ミドナープル県（英語版） (East Midnapore)
- フグリー県（英語版） (Hooghly District)
- ハーウラー県（英語版） (Howrah District)
- ジャルパーイーグリー県（英語版） (Jalpaiguri District)
- コールカーター県（英語版） (Kolkata District)
- マールダー県（英語版） (Malda District)
- ムルシダーバード県（英語版） (Murshidabad District)
- ナディヤー県（英語版） (Nadia District)
- 北24パルガナー県（英語版） (North 24 Parganas)
- 北ディナージプル県（英語版） (North Dinajpur)
- プルリヤー県（英語版） (Purulia District)
- 南24パルガナー県（英語版） (South 24 Parganas)
- 南ディナージプル県（英語版） (South Dinajpur)
- 西ミドナープル県（英語版） (West Midnapore)

## 政治
一院制の州議会をもち、295人の議員で構成されており任期は5年である。国政レベルでは、下院であるローク・サバーの42議席と上院であるラージヤ・サバーの16議席が割り当てられている
州議会では、1977年からインド共産党マルクス主義派を中心とした左翼戦線政権が長期間続いていた。この長期政権は、民主的な選挙によって成立した共産党政権としては、世界的にも前例がない34年間にもわたって存続した。しかし2011年の州議会選挙では、全インド草の根会議派とインド国民会議などの連合に敗北し政権の座を明け渡している

### 州首相
| 氏名                             | 在任期間                       | 党派 | 党派                       |
| -------------------------------- | ------------------------------ | ---- | -------------------------- |
| ビダン・チャンドラ・ロイ         | 1950年1月26日 - 1962年7月1日   |      | インド国民会議             |
| プラフラ・チャンドラ・セン       | 1962年7月9日 - 1967年2月28日   |      | インド国民会議             |
| アジョイ・ムケルジー             | 1967年3月1日 - 1967年11月21日  |      | ベンガル会議               |
| プラフラ・チャンドラ・ゴーシュ   | 1967年11月21日 - 1968年2月19日 |      | 無所属                     |
| アジョイ・ムケルジー             | 1969年2月25日 - 1970年3月16日  |      | ベンガル会議               |
| アジョイ・ムケルジー             | 1971年4月2日 - 1971年6月28日   |      | インド国民会議             |
| シッダールタ・シャンカー・レイ   | 1972年3月20日 - 1977年4月30日  |      | インド国民会議             |
| ジョティ・バス                   | 1977年6月21日 - 2000年11月5日  |      | インド共産党マルクス主義派 |
| ブッダデーブ・バッターチャルジー | 2000年11月6日 - 2011年5月13日  |      | インド共産党マルクス主義派 |
| マムター・バナルジー             | 2011年5月20日 - （現職）       |      | 全インド草の根会議派       |

## 経済
米、ジュート、茶、タバコなどの栽培がさかん。コルカタ周辺は工業化も進んでいる。

## 宗教

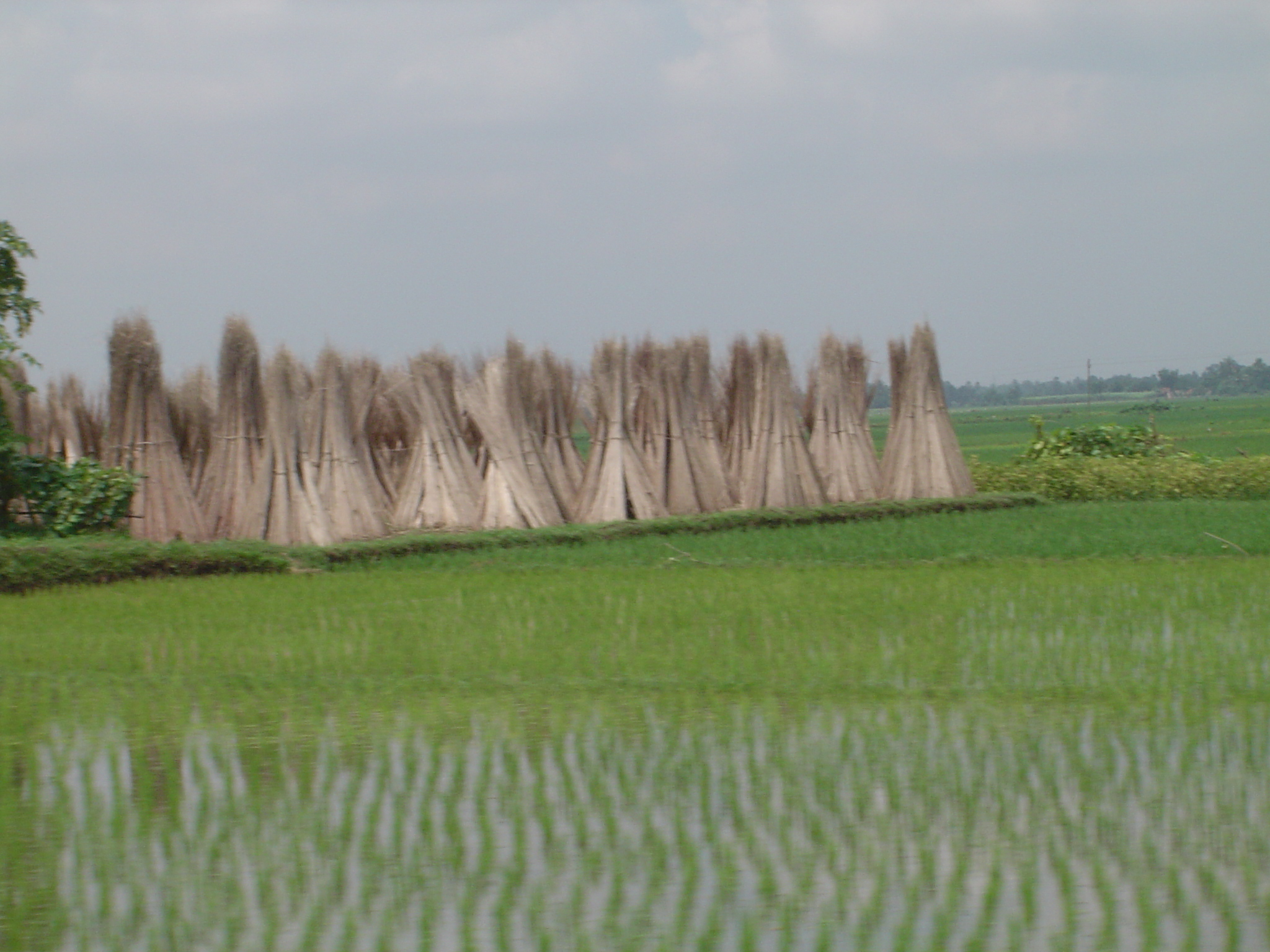
水田に立てかけられたジュートの束

ヒンドゥー教徒が一番多く、ベンガル人のヒンドゥー教徒がおよそ6000万人で、人口の58%を占めている。ベンガル人以外のヒンドゥー教徒も含めると全体の70%になる。それ以外では、イスラム教が27%、キリスト教が0.7%、仏教が0.3%、シク教が0.06%、ジャイナ教が0.06%、その他または無宗教が1.03%である。

## 交通
州内の道路の総延長は、2011年時点で9万2023キロメートルに上る。このうち国道区間は2578キロメートル、州道区間は2393キロメートルである。1平方キロメートルあたりの道路密度は103.69キロメートル（2006年時点）で、全国平均の同74.7キロメートルよりも高い。
鉄道では、2011年時点で州内に4481キロメートルの鉄道網がある。インド鉄道の東部管区、南東部管区、コルカタ・メトロ（インド初の地下鉄）の三部門は、いずれもコルカタに本部を置いている。州北部は、同じくインド鉄道の北東辺境鉄道 (NFR) 管轄で、世界文化遺産に登録されているダージリン・ヒマラヤ鉄道などがある。
航空では、コルカタのダムダム地区にあるネータージー・スバース・チャンドラ・ボース国際空港が州内最大の空港である。シリグリ郊外のバグドグラ空港も国際空港で、国内線のほかブータンとタイに路線が就航している。アサンソルとドゥルガプルの双子都市にあるカーズィー・ナズルール・イスラーム空港は、インド初の民営空港である。
コルカタはインド東部の一大河川港でもあり、アンダマン・ニコバル諸島のポートブレアへ定期船が出ている。国内外への貨物船の運航は、インド海運公社 (SCI) が担っている。州南部のシュンドルボン地域などでは、いまもフェリーが主要な交通機関である。コルカタはまた、トラムが運行されているインド唯一の都市でもある。
バス路線はカルカッタ州交通公社、北ベンガル州交通公社、南ベンガル州交通公社、西ベンガル交通公社、カルカッタ・トラムウェイズ・カンパニーといった複数の公的機関が運行しているほか、民間の路線もある。鉄道は一切が国営である。タクシーやオートリキシャーは、都市部で独自のルートを巧みに行き来している。短距離の移動であれば人力車や電力リキシャー、それにコルカタでは自転車タクシーも用いられる。

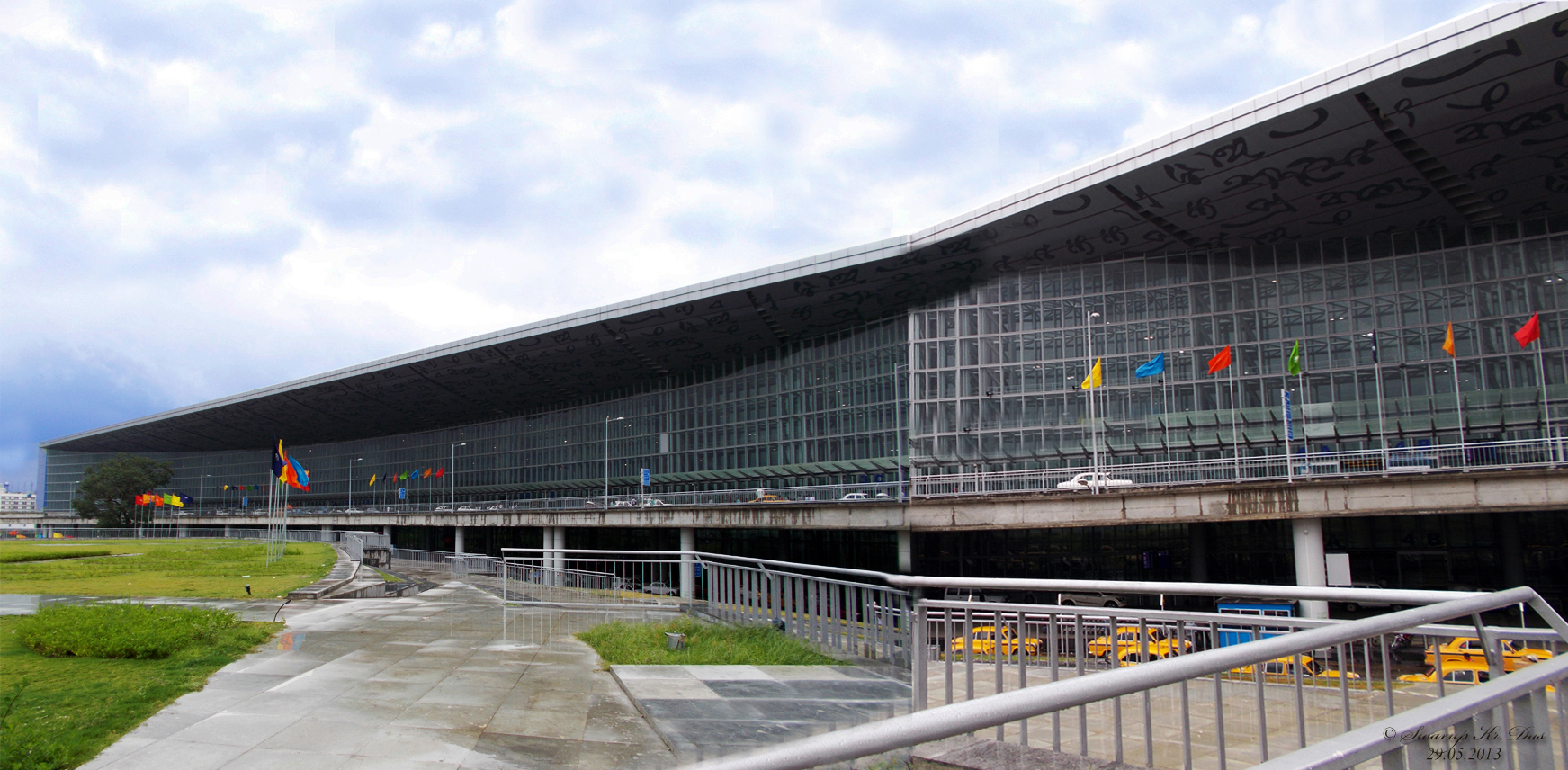
ネータージー・スバース・チャンドラ・ボース国際空港
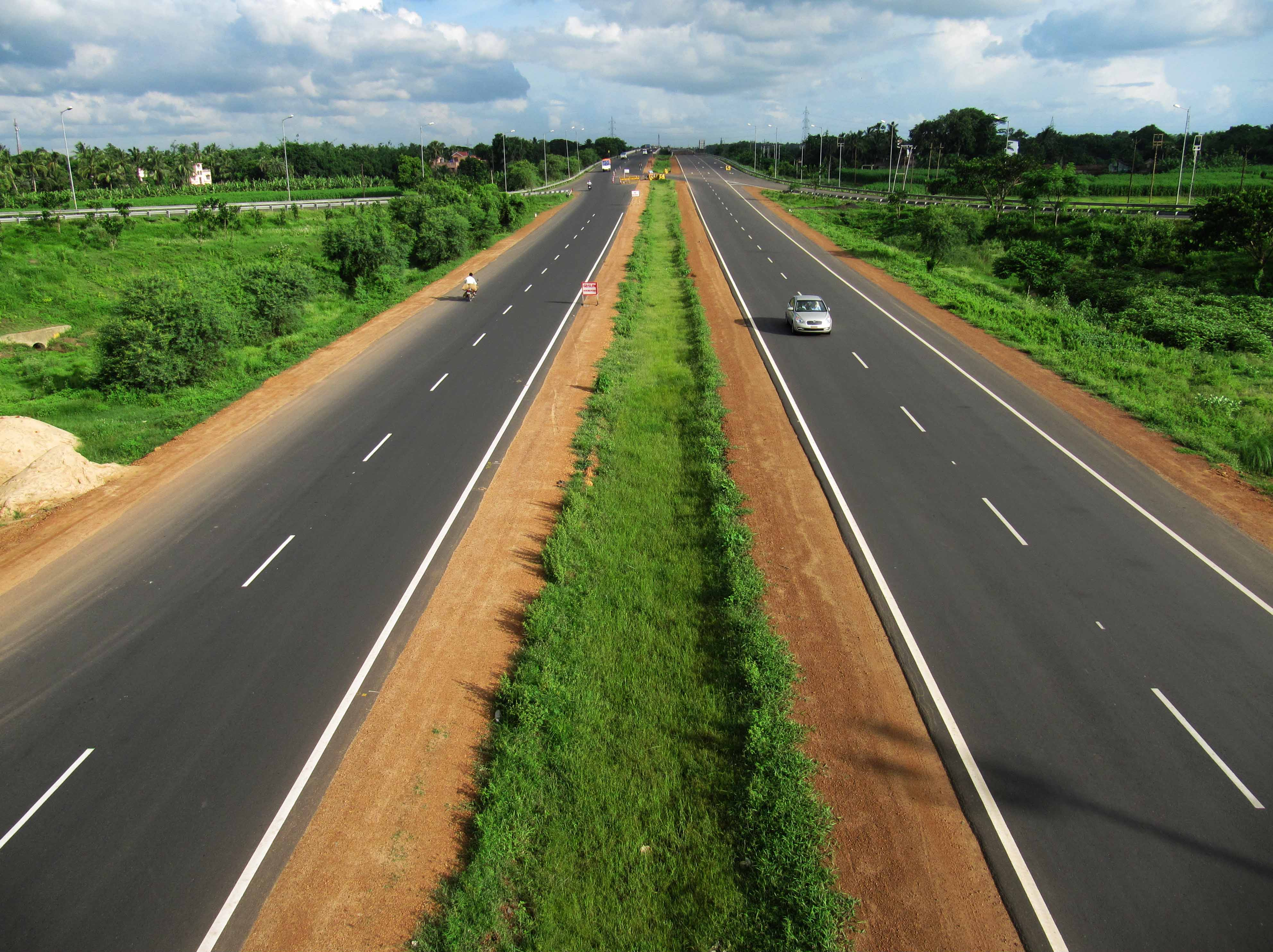
ドゥルガプル高速道路（国道2号）
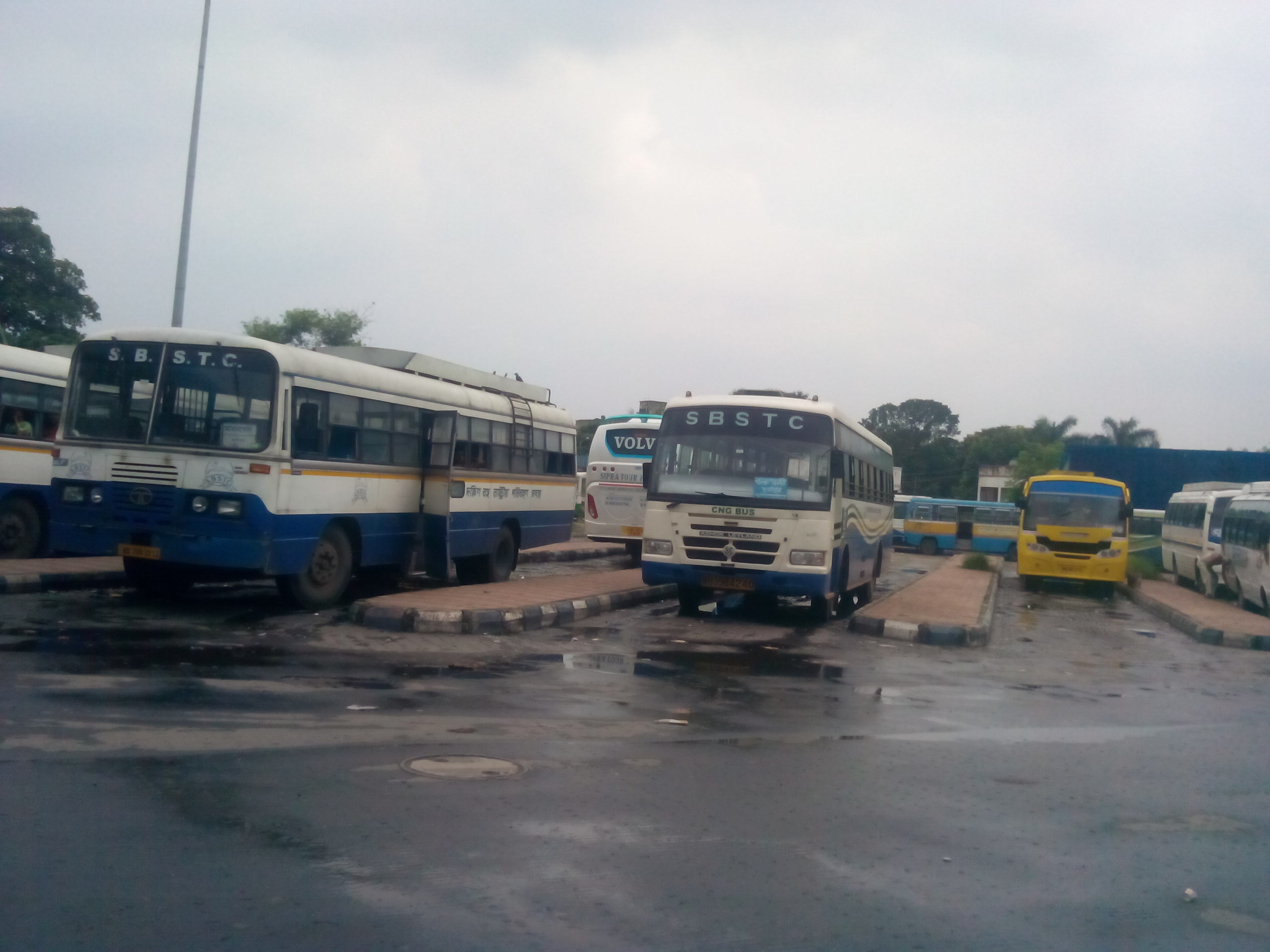
カルナモイーのバスターミナル
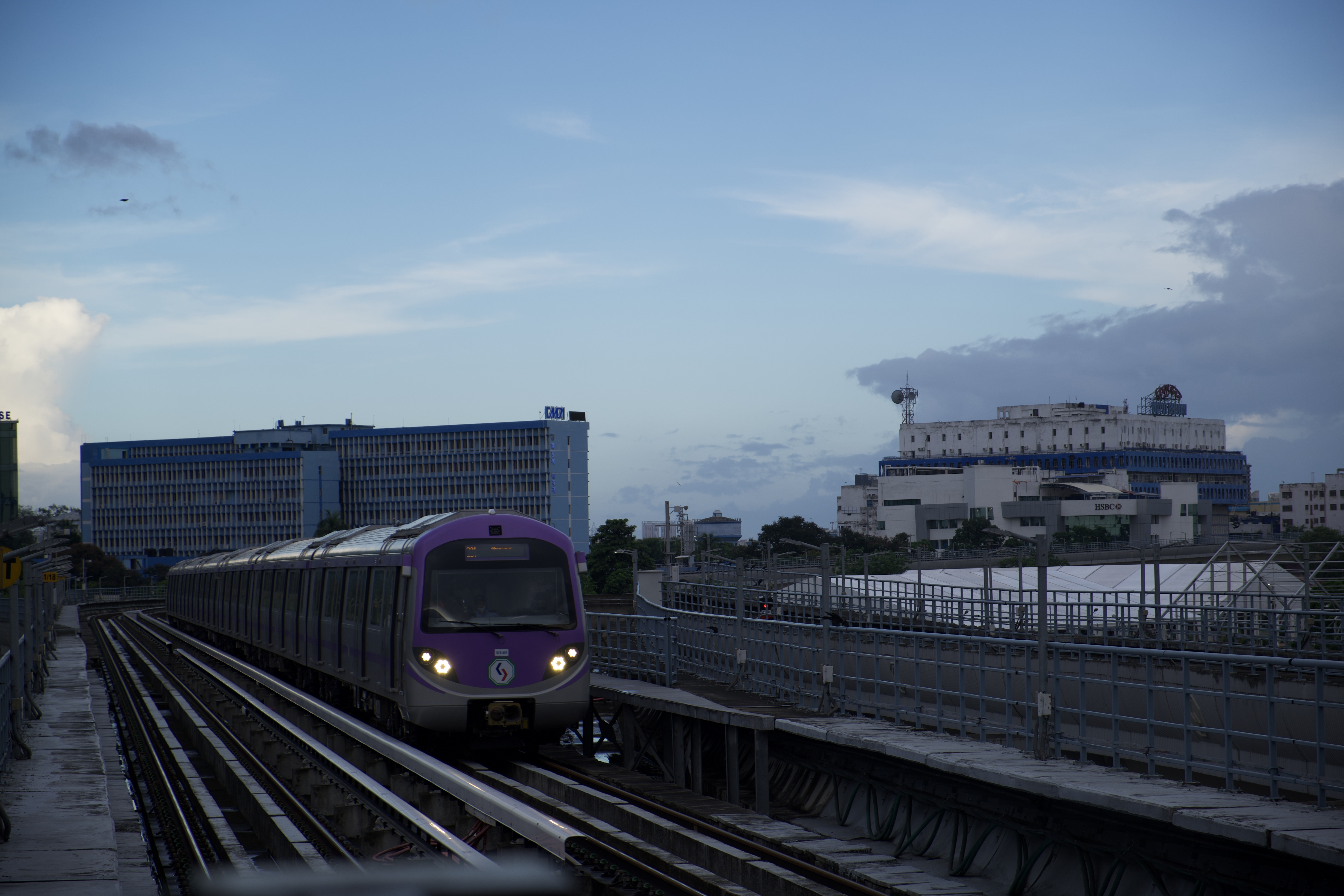
コルカタ・メトロ

## 人口統計

### 公用語
- ベンガル語、英語

### 主な言語
- ネパール語、ウルドゥー語、ヒンディー語、オリヤー語、サンタル語、パンジャーブ語、ランプリ語、ラージバンシ語、クドマリ語（英語版）

## 西ベンガルを起源に持つ著名人
- スバス・チャンドラ・ボース（独立運動家）
- ラビンドラナート・タゴール（詩人・哲学者)
- オーロビンド・ゴーシュ（反英独立運動家、宗教家）：コルカタ
- ラーマクリシュナ（宗教家）：フグリー県カーマールプクル
- ヴィヴェーカーナンダ（宗教家）：コルカタ
- ブラマーナンダ（宗教家）：北24パルガナー県シクラ・クリングラム
- サーラダー・デーヴィー（宗教家）：バンクラ県ジャイラームバーティ
- ラーニー・ラーシュマニー（慈善事業家）：北24パルガナー県コナ
- プラナブ・ムカルジー（政治家、大統領）
- ラダ・ビノード・パール（法学者、裁判官）
- アパルナー・セーン（映画監督）
- ヴィヴィアン・リー（女優）
- スシュミター・セーン（女優）
- タヌシュリー・ダッター（女優）
- ビパーシャー・バス（女優）
- ラーニー・ムカルジー（女優）
- リーミー・セーン（女優）
- リヤー・セーン（女優）
- ニキル・バネルジー（シタール奏者）
- ダース・ローマシュ匡（プロ野球選手）